# Jihomoravský kraj (1960–2020)
Původní Jihomoravský kraj byl vytvořen 11. dubna 1960 zákonem o územním členění státu. Sídlem kraje bylo Brno. Kraj měl rozlohu přes 15 tisíc km² a žilo zde přes dva miliony obyvatel. Jeho součástí bylo i území stejnojmenného vyššího územního samosprávného celku vzniklého roku 2000, který se původně jmenoval Brněnský kraj. Původní Jihomoravský kraj zanikl 1. ledna 2021 nabytím účinnosti nového zákona o územně správním členění státu.

## Vymezení
Kraj byl vymezen územím okresů Blansko, Brno-město, Brno-venkov, Břeclav, Hodonín, Jihlava, Kroměříž, Prostějov, Třebíč, Uherské Hradiště, Vyškov, Zlín (do 17. června 1990 okres Gottwaldov), Znojmo a Žďár nad Sázavou. Okresy Blansko, Brno-město, Brno-venkov, Břeclav, Hodonín, Vyškov a Znojmo tvoří území samosprávného Jihomoravského kraje, okresy Kroměříž, Uherské Hradiště a Zlín (společně s okresem Vsetín, který územně patřil do Severomoravského kraje) tvoří území samosprávného Zlínského kraje. Okresy Jihlava, Třebíč a Žďár nad Sázavou patří do samosprávného Kraje Vysočina. Okres Prostějov je spolu se čtyřmi okresy původně územně patřícími do Severomoravského kraje součástí území samosprávného Olomouckého kraje.

## Vývoj
Původně byl Jihomoravský kraj i správní jednotkou, která měla také vlastní volený orgán – krajský národní výbor. V roce 1990 byly krajské národní výbory zrušeny a jejich kompetence přešly na stát a okresní úřady. Ústavním zákonem č. 347/1997 Sb., o vytvoření vyšších územně samosprávných celků, a zákonem č. 129/2000 Sb., o krajích, vznikly samosprávné kraje, na které přešly kompetence z rušených okresních úřadů a ze státní úrovně. Na území Jihomoravského kraje vznikl samosprávný Jihomoravský kraj, část Zlínského kraje, část Olomouckého kraje a část Kraje Vysočina. Původní Jihomoravský kraj zůstal až do svého zrušení jen jednotkou územního členění.
Poštovní směrovací čísla míst v hlavní části Jihomoravského kraje začínají číslicí 6, okresy Jihlava a Žďár nad Sázavou jsou číslicí 5 přiřazeny k Východočeskému kraji, okresy Zlín, Kroměříž a Prostějov číslicí 7 k Severomoravskému kraji. Čísla dopravních závodů ČSAD v Jihomoravském kraji začínala číslicí 6.

## Geografie
Ve vztahu k ostatním československým krajům sousedil Jihomoravský kraj na západě s Jihočeským krajem, na severozápadě s Východočeským krajem, na severovýchodě se Severomoravským krajem, na východě krátce se Středoslovenským krajem a na jihovýchodě se Západoslovenským krajem. Na jihozápadě hraničil s rakouskou spolkovou zemí Dolní Rakousko.
Hranice vůči Jihočeskému a Východočeskému kraji zhruba kopírovala starou česko-moravskou zemskou hranici, ale místy s významnými odlišnostmi (původně moravské Dačicko zůstalo mimo Jihomoravský kraj, naopak v oblasti Jihlavy nebo Žďáru nad Sázavou byla hranice posunuta do Čech). Důvodem byla primární snaha o účelné správní rozdělení bez ohledu na staletí trvající historickou hranici. Hranice se Severomoravským krajem pak byla určena zcela uměle a naprosto ignorovala přirozený region střední Moravy s centrem v Olomouci.
Jihomoravský kraj byl v rámci Československa spíše níže položeným a patřil k obilnicím státu, značnou jeho část vyplňovaly úrodné úvaly Dyjsko-svratecký, Dolnomoravský a částečně i Hornomoravský. Severozápadní část kraje pokrývala Českomoravská vrchovina, severní částí se táhl Moravský kras. Od jihu na východ vedlo pásmo Vnějších Západních Karpat (Pavlovské vrchy, Ždánický les, Chřiby). Hranici se Slovenskem definovala řeka Morava a Bílé Karpaty – nacházely se na ní nejnižší i nejvyšší bod kraje (soutok Dyje a Moravy 148 m, Velká Javořina 970 m n.m.).
Z hlediska hydrologického patřil Jihomoravský kraj téměř celý do povodí Moravy, která protékala východní částí kraje. Většinu kraje pak přímo odvodňovala Dyje s přítoky Svratkou, Jihlavou, Jevišovkou, Kyjovkou a dalšími. Východní výspa kraje náležela prostřednictvím Vláry do povodí Váhu. Severozápadní pomezí kraje (Žďársko) odvodňovala Sázava, jako jedinou část kraje v úmoří Severního a nikoli Černého moře.
Přirozeným střediskem a zdaleka největším městem Jihomoravského kraje bylo Brno, ležící zhruba uprostřed území. Sekundárními centry pak byla na západním konci Jihlava a na východním Zlín (dříve Gottwaldov), dále na jihozápadě Znojmo a na severovýchodě Prostějov.